# Moinho Ti Casinha
O Moinho Ti Casinha é um pólo museológico na Freguesia de Querença do Concelho de Loulé, no Distrito de Faro, em Portugal.

## Caracterização
Instalado num antigo moinho de água junto à Ribeira das Mercês, este núcleo museológico demonstra o ciclo do pão.